# 개그공화국
《개그공화국》은 MBN에서 2011년 12월 7일부터 2012년 9월 5일까지 방송했던 코미디 프로그램이었다.

## 개요
줄여서 개공이라고 불렀다. 매 회 대략 9개 내지 10개의 코너를 내보내고 있다. 스튜디오에 모인 방청객들 앞에서 개그를 선보이는 공개 코미디를 채택하고 있고, 각 코너가 끝날 때마다 퓨전 국악밴드인 황진이밴드가 짧은 연주를 한다는 점에서 여타 개그프로그램과 흡사한 점이 많다. 다만 시사 풍자 개그를 표방하여, 여느 개그프로그램들에 비하여 시사적인 요소가 많이 가미되었다는 점은 특징이라 할 수 있다. 또 종편 사상 최초로 공채 개그맨(1기)을 뽑아, 기성 개그맨들과 함께 한 무대에서 개그를 펼치는 모습을 통해 신구의 조화가 돋보인다는 평을 받았다. 2012년 9월 5일, 37회를 끝으로 종영되었으며, 유일한 종합편성채널 스탠드업 코미디 프로그램이었는데 제작비가 많이 들어간 프로그램이었던 데다 MBN 측에서 시청률 1%가 넘지 않으면 폐지한다고 다짐을 받고 시작했으며 다들 의기투합하여 정말 열심히 찍었으나 시청률 부진의 늪에서 벗어나지 못하자 2012년 7월 11일 방송분을 끝으로 휴방에 들어갔고 8월 3일 방송 재개(금요일 오후 9시)됐다가 같은 달 15일부터 처음 시간대(수요일 오후 11시)로 되돌아왔지만 시청률 부진의 늪에서 벗어나지 못하자 37회(2012년 9월 5일)를 끝으로 막을 내렸다.

## 코너

### 종영 당시 코너
- 달마야 웃자 (출연 : 한현민, 윤성호, 예재형, 이상준, 김주철) (2011.12.07. ~ 2012.09.05.)
- 대선 퀴즈왕 (출연 : 최국, 문제영, 김미진, 이명백, 이광채, 조우용, 홍가람, 이현기, 오민우, 이상준, 윤택) (2012.05.16. ~ 2012.09.05.)
- 불타는 그라운드 (출연 : 최국, 정진욱, 김주철, 이기수, 안상태 외) (2012.07.04. ~ 2012.09.05.)
- 홀인원 (출연 : 오정태, 정진욱, 이재형, 하연호, 전수희) (2012.08.03. ~ 2012.09.05.)
- 술 권하는 사회 (출연 : 오정태, 홍가람, 김같이, 류경진) (2012.08.03. ~ 2012.09.05.)
- 잔혹한 출근 (출연 : 이기수, 오민우, 이세영, 박진아, 김주철) (2012.08.03. ~ 2012.09.05.)
- 미쳤어 (출연 : 예재형, 이상준, 이현기, 박병규) (2012.08.03. ~ 2012.09.05.)
- 신사동의 품격 (출연 : 조우용, 김보규, 김여운) (2012.08.03. ~ 2012.09.05.)
- 온에어 (출연 : 김대범, 안상태, 김여운, 김같이) (2012.08.03. ~ 2012.09.05.)
- 진실 혹은 거짓 (출연 : 안상태, 김대범, 전수희, 김여운, 문제영, 김범준 외) (2012.08.22. ~ 2012.09.05.)
- 으랏차차 유도부 (출연 : 박진아, 오충환, 공민영, 이광채) (2012.08.22. ~ 2012.09.05.)
- 시어머니는 외계인 (출연 : 한현민, 이세영, 박병규, 김범준, 나상규) (2012.08.29. ~ 2012.08.29.)

### 종영된 코너
- 우짜짜 응원단 (출연 : 이재형, 한현민, 이세영, 김범준) (2011.12.07. ~ 2011.12.14.)
- 저작권법 37조 (출연 : 안상태, 김대범 외) (2012.07.04. ~ 2012.07.11.)
- 곽한구의 범죄와의 전쟁 (출연 : 곽한구, 윤택, 이재형, 정철규, 송형수, 오민우, 한현민, 공민영) (2012.02.29. ~ 2012.05.02.)
- 어설픈 형님 (출연 : 정철규, 공민영, 이현기) (2011.12.28. ~ 2012.02.15.)
- 표현의 자유 (출연 : 안상태, 김보규, 김범준) (2012.01.18. ~ 2012.01.18.)
- 안믿어요 (출연 : 예재형, 이상준) (2011.12.07. ~ 2011.12.21.)
- 깜빡했다 (출연 : 예재형, 이상준) (2012.01.11. ~ 2012.02.01.)
- 나란 놈은 (출연 : 김여운, 김같이, 정구양, 전수희) (2011.12.07. ~ 2012.01.25.)
- 패러다임 뉴스 (출연 : 안상태, 김보규) (2011.12.07. ~ 2012.01.04.)
- 어쩌다 한 번쯤은 (출연 : 이명백, 정구양 외) (2011.12.07. ~ 2012.02.15.)
- 황당하네 (출연 : 이재형, 한현민) (2011.12.21. ~ 2012.02.08.)
- 내 사랑 오충환 (출연 : 오충환, 박진아, 공민영) (2011.12.07. ~ 2012.02.22.)
- 새드 보이즈 (출연 : 이명백, 정구양) (2012.02.29. ~ 2012.04.04.)
- 셰프를 꿈꾸며 (출연 : 김미진, 윤택, 고혜성, 김일희, 홍가람, 이명백) (2011.12.07. ~ 2012.05.09.)
- 닥치고 의리 (출연 : 정진욱, 이기수, 박병규) (2011.12.14. ~ 2012.04.04.)
- 헤픈 달 (출연 : 안상태, 한현민, 김여운, 이세영) (2012.02.22. ~ 2012.04.11.)
- 픽스 시켜 (출연 : 정진욱, 이기수, 박병규, 이세영) (2012.04.18. ~ 2012.04.25.)
- 백덕후 바이러스 (출연 : 곽한구, 안상태, 이상준, 이현기) (2012.02.15. ~ 2012.04.18.)
- 편파 중계석 (출연 : 최국, 홍가람 외) (2011.12.07. ~ 2012.05.09.)
- 앙마를 보았다 (출연 : 하연호, 이세영, 오민우, 문제영) (2011.12.07. ~ 2012.06.27.)
- 불타는 마운드 (출연 : 최국, 이광채, 이기수 외) (2012.05.16. ~ 2012.06.27.)
- 맨투맨 (출연 : 오민우, 박병규, 김주철, 이세영) (2012.06.20. ~ 2012.06.27.)
- 응교 (출연 : 김범준, 문제영, 김같이) (2012.06.27. ~ 2012.07.11.)
- 오~브라더스 (출연 : 윤택, 이광채, 김일희) (2012.06.27. ~ 2012.06.27.)
- 연습생만 17년 (출연 : 최국, 안상태, 오정태, 이재형) (2012.05.16. ~ 2012.07.11.)
- 죽거나 힘들거나 (출연 : 한현민, 이재형, 나상규, 정진욱, 오정태, 정구양, 김범준) (2012.04.25. ~ 2012.07.11.)
- 멘붕멘붕 (출연 : 예재형, 이상준, 박병규, 이현기) (2012.05.02. ~ 2012.07.11.)
- 상담의신 홍선생 (출연 : 홍가람, 김일희, 이세영, 전수희) (2012.05.23. ~ 2012.07.11.)
- 선샤인 가족 (출연 : 이광채, 김여운, 전수희, 김일희, 이명백, 고혜성) (2012.02.08. ~ 2012.05.30.)
- 가로수길그녀 (출연 : 류경진, 홍가람, 하연호, 윤성호, 이재형, 이기수) (2012.07.04. ~ 2012.07.04.)
- 그때 그 사람 (출연 : 곽한구, 윤성호, 이재형, 정진욱) (2011.12.07. ~ 2012.06.20.)
- 찝쩍뉴스 (출연 : 김일희, 문제영, 나상규, 이재형, 하연호) (2012.08.03. ~ 2012.08.15.)
- 진심게임 (출연 : 최국, 김유연, 이기수 외) (2012.01.25. ~ 2012.06.06.)

## 출연자

### 타 방송사 출신 개그맨
- 김미진
- 안상태
- 윤성호
- 윤택
- 최국
- 이재형
- 한현민
- 이상준
- 예재형
- 고혜성
- 하연호
- 이광채
- 정진욱
- 김영
- 남명근
- 김홍식
- 정철규
- 김일희
- 홍가람
- 조우용
- 김대범
- 곽한구
- 김주철
- 류경진
- 오정태
- 문제영

### 공채 개그맨
- 공민영
- 김같이
- 김범준
- 김여운
- 박병규
- 박진아
- 오민우
- 오충환
- 이기수
- 이명백
- 이세영
- 이현기
- 전수희
- 정구양
- 김보규

## 경쟁 프로그램
- 개그콘서트 (KBS 2TV)
- 코미디에 빠지다 (MBC TV)
- 웃음을 찾는 사람들 (SBS TV)
- 코미디쇼 코코아 (TV조선)
- 장르만 코미디 (JTBC)
- 개그시대 (채널A)
- 코미디빅리그 (tvN)